# 튀르키예 독립 전쟁
튀르키예 독립 전쟁(튀르키예어: Kurtuluş Savaşı 쿠르툴루쉬 사와시으[*], 1919년 5월 19일 ~ 1923년 10월 29일)은 제1차 세계 대전에서 오스만 제국이 패배하여 연합국이 오스만 제국의 영토를 분리하려 하는데 반발한 튀르키예 민족주의자들이 일으킨 정치 및 군사적 저항이다. 아나톨리아에서 튀르키예의 민족 운동은 새로운 튀르키예 대국민의회의 창설로 절정에 이르렀는데, 대국민의회는 무스타파 케말의 지도하에 자국의 자원을 성공적으로 동원하였다. 그리스-튀르키예 전쟁, 튀르키예-아르메니아 전쟁, 프랑스-튀르키예 전쟁 이후 튀르키예 혁명주의자들은 1923년 7월에 연합국이 세브르 조약을 폐기하고 새로이 협상하여 로잔 조약을 도출하게끔 하여, 1923년 10월에 아나톨리아와 동트라키아 지방은 튀르키예 공화국의 영토로 보전할 수 있었다. 튀르키예 민족 운동이 성립하면서 오스만 제국의 밀레트 체제가 무너지고, 아타튀르크의 개혁으로 튀르키예에 근대적이고 세속화된 국민 국가가 들어섰다.

## 전쟁 직전 (1918년 10월 ~ 1919년 5월)
1918년 10월 30일, 오스만 제국과 연합국이 무드로스 정전 협정을 체결하면서, 중동 전선에서 양자간 적대 상태가 종식되었다. 이 조약으로 연합국은 다르다넬스 해협과 보스포로스 해협의 항구들을 점령할 권리를 얻었으며, 이와 더불어 안보에 위협이 생길 경우 '무질서 상황에 대비하여' 어느 영토라도 점령할 수 있는 권리도 얻었다 무드로스 정전 협정 당시 영국측 서명자였던 서머셋 아서 구-칼토페는 삼국 협상의 입장에 대해 밝히면서, 자신들이 오스만 제국 정부를 해체하거나, "이스탄불을 점령하여" 제국을 군사적으로 장악할 의도가 없다고 말하였다. 그러나 이와 달리 전쟁이 시작되면서 연합국은 오스만 정부를 해체하고 제국을 분할하려는 목표를 가지게 된다.

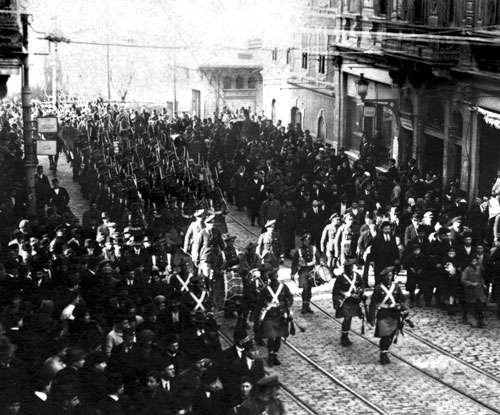
연합군의 이스탄불 점령.

1918년 11월 12일, 프랑스의 한 여단이 이스탄불에 입성하여 점령하였으며, 다음날 영국, 프랑스, 이탈리아, 그리스의 선박으로 구성된 함대가 병력을 상륙시켰다. 이후 몇달간 연합군은 여러 지역을 점령하였다. 11월 14일, 그리스-프랑스 합동 부대가 동트라키아의 우준쾨프뤼를 점령하였으며, 이스탄불 외곽 차탈카 인근 하듬쾨이 기차역까지 난 철도도 장악하였다. 12월 1일, 시리아 주둔 영국군이 킬리스를 점령하였다. 12월부터 프랑스군은 안타크야, 메르신, 타르수스, 제이한, 아다나, 오스마니예, 이슬라히예를 비롯하여 오스만 제국의 영토를 연이어 점령하기 시작하였다.
1919년 1월 19일, 오스만 제국을 비롯한 패전국인 동맹국에 대한 평화 조건을 설정하기 위해 연합국이 파리 강화 회의를 열었다. 파리 회의의 특이 사항으로, 1915~17년 사이에 체결된 비밀 조약들을 이행하기 위해 "튀르키예 위임 통치 연합국간 위원회"가 설치되었다는 점이다. 그 목적 가운데는 위대한 이상에 의거하여 새로운 "헬레니즘 제국"을 세우려는 것도 있었다. 이것은 영국 데이비드 로이드 조지 총리가 그리스에 약속한 사항이었다. 이탈리아는 생장드모리엔 협정에 따라 아나톨리아 남부를 장악하려고 하였다. 프랑스는 하타이, 레바논, 시리아의 통제권을 기대했으며, 사익스-피코 협정에 따라 아나톨리아 남동부 지역도 장악하길 원하였다. 프랑스는 프랑스-아르메니아 협정을 맺고, 프랑스의 아르메니아 군단에 대한 조건으로 지중해 지역에 아르메니아 독립 국가를 세워주겠다는 약속을 하였다.
그런 가운데, 연합국은 신속히 오스만 제국을 분리하여 각자 갈라진 영토를 주장하였다. 시리아 주둔 영국군은 카흐라만마라시, 우르파, 비레지크를 점령하였으며, 포함에 탑승한 프랑스군은 흑해의 종굴다크와 카라데니즈에렐리의 항구에 군대를 보내어 튀르키예의 석탄 광산 지역을 장악하였다. 파리 강화 회의에서 그리스와 이탈리아의 대표단이 서로 서부 아나톨리아의 영토를 놓고 다투면서, 그리스는 이즈미르(스미르나)에 그리스 해군 기함을 상륙시켰으며 이에 이탈리아 대표단은 회담장을 박차고 나가버렸다. 4월 30일, 이탈리아는 그리스가 서부 아나톨리아를 점령하려는 계획에 대항하여 이즈미르에 군함 한 척을 파견하여 그리스에 무력 시위를 벌였다. 또 상당한 규모의 이탈리아군이 안탈야를 점령하였다. 이탈리아 대표단이 빠진 파리 회의에서 영국은 프랑스와 미국을 그리스의 주장에 찬성하도록 끌어들일 수 있었으며, 결국 파리 회의에서 그리스군이 튀르키예의 영토에 상륙하는 것을 승인하게 된다.
1919년 5월 15일, 그리스군이 이즈미르에 상륙하면서 그리스의 서부 아나톨리아 점령이 시작되었다. 이 도시의 튀르키예인 주민들은 이 날은 하산 타흐신이 그리스군 선두의 기수에게 "첫 번째 총알"을 쏘고, 알바이 페티 베이 대령이 "지토 베니젤로스"(Zito Venizelos)를 외치길 거부하며 반란을 일으키고, 도시 본 막사의 비무장 튀르키예 병사들과 3,400명의 시민들이 죽거나 다친 날로 기억된다. 그리스군은 이즈미르 바깥으로 진출하여 카라부룬 반도의 도시들과 이즈미르 인근 북쪽 메네멘과 남동쪽 토발르와 비옥한 멘데레스 강 유역의 전략 요충지인 쇠케(이즈미르에서 남쪽으로 100km 떨어져 있다)를 점령하였다.

## 초기 조직 (1919년 5월 ~ 1920년 3월)
제1차 세계 대전에서 오스만 제국이 패배한 직후부터 연합군의 요구에 대한 저항이 일어났다. 여러 오스만 제국 관리들은 연합국의 정책에 반발하여 비밀리에 파수회(튀르키예어: Karakol Cemiyeti 카라콜 제미예티[*])를 조직하였다. 이들 파수회의 목표는 수동적이거나 직접적인 저항을 통해 연합국의 요구를 방해하는 것이었다. 여러 오스만 관리들은 점령군 당국이 아나톨리아 전역에 확산되는 독립 운동의 세부 사항을 알지 못하게 숨기는 일에 가담하였다. 당초 연합군이 확보한 군수품도 이스탄불에서 밀반출되어 중부 아나톨리아로 유입되었으며, 오스만 관리들은 오스만 영토가 분할되는 것을 막기 위해 저항하였다. 당시 알리 푸아트 제베소이 장군은 자신의 군대를 시리아에서 앙카라로 진군시켰으며, 저항 조직을 결성하기 시작했는데 이들 가운데는 체르케즈 에템이 이끄는 캅카즈 이민자들도 있었다.
아나톨리아 남쪽 근해는 사실상 영국 전함이 장악하다시피 하였고 그리스와 이탈리아가 이곳에서 서로 다투고 있었기 때문에, 튀르키예 민족 운동의 사령부는 황량한 중부 아나톨리아 지방으로 이동하였다. 민족주의자들의 저항에 직면한 술탄과 튀르크 정부는 무스타파 케말 등 주요 파샤들을 회유하고자, 당시 세브르 조약 규정에 따라 연합군이 통제하지 않는 "오스만 직속 종주권"하에 있는 남은 영토의 요직에 이들을 앉혔다. 술탄의 이러한 조치는 아직도 논란거리이지만, 혹자는 민족 운동을 지원하려는 국제적인 움직임 때문이라고도 하고, 또는 술탄이 이스탄불을 자신이 통제하길 원하였는데 이것이 술탄에게 이스탄불을 맡길 수 있던 점령군의 목표와 일치하였기 때문이라고도 주장한다. 이들 주요 장교들을 수도 바깥으로 내보내도록 술탄이 결정한 가장 중요한 이유는 술탄이 수도 내에 이들 군인들의 영향력을 최소화하려고 했기 때문이었다. 술탄은 조직화된 군대 없이는 연합군을 무찌를 수 없다고 말하였는데, 1919년 5월에 민족 운동 진영에는 두 군대가 있었다. 하나는 앙카라에 있는 알리 푸아트 제베소이의 군대였고, 다른 하나는 카짐 카라베키르가 지휘하는 에르주룸의 군대였다.
능란한 작전과 친구 및 동조자들의 도움 덕분에 무스타파 케말은 사실상 아나톨리아 내 모든 오스만 군대의 감찰관이 되어 오스만 잔여 군대의 해산 과정을 감독하는 일을 맡았다. 1919년 5월 16일 저녁, 그와 그가 사려깊게 선택한 참모들은 낡은 증기선 SS 반디르마 호를 타고 이스탄불을 떠나 삼순으로 갔다. 5월 19일, 무스타파 케말은 삼순에 당도하였으며, 민티카 궁전 호텔을 사령부로 삼았다. 그는 삼순 주민들이 그리스와 이탈리아의 상륙에 주의하게끔 하였으며, (신중한 가운데) 대중 집회를 열었고, 양호한 전보망 덕분에 아나톨리아의 군 부대와 신속하게 연락하여 여러 민족주의자 집단의 연대를 결성하기 시작하였다. 그는 외국 대사관과 전쟁부에 전보를 보내어 영국이 이 지역에 있는 그리스 부대의 지원을 확대한 데 항의하였다. 일 주일 뒤 삼순에서 무스타파 케말과 그의 참모부는 내륙으로 85km 떨어진 하브자로 이동하였다.
무스타파 케말은 회고록에서 자신이 전국적인 지지가 필요했다고 썼다. 그는 중요한 감찰감직을 맡은데다 갈리폴리 전투에서 전쟁 영웅으로 명성을 얻은 터라 신뢰를 얻을 수 있었다. 그러나 이것만으로는 모두의 지지를 끌어낼 수 없었다. 군대는 무장 해제 상태이고 공식적으로 점령 상태인 가운데, 그는 민족 운동을 확대하기 위하여 여러 사람과 만났다. 1919년 6월 21일, 그는 라우프 오르바이, 알리 푸아트 제베소이, 레페트 벨레와 만나서, 아마스야 회장을 발표하였다.(1919년 6월 22일)

## 민족 운동 (1919년 6월)
6월 23일, 해군 장관 칼토페 제독은 무스타파 케말의 아나톨리아에서 벌이고 있는 신중한 활동이 중요함을 깨닫고 외무부에 케말에 대한 보고서를 보내었다. 그러나 동방과의 조지 키즌은 그의 평가를 무시하였다. 삼순에 있던 영국 육군의 허스트 대위 칼토페 제독에게 다시 한 번 경고하였으나, 허스트의 부대는 구르카 여단으로 대체되었다. 영국군 부대의 이동으로 이 지역 주민들은 경각심을 가지게 되었으며, 무스타파 케말이 옳다고 확신하게 되었다. 트라브존에서 "국민권리수호협회"(튀르키예어: Müdafaa-i Hukuk Cemiyeti 뮈다파아이 후쿠크 제미예티[*])가 설립되었으며, 삼순에도 비슷한 단체가 들어서 흑해 지역이 안전하지 않다고 발표하였다. 점령지였던 이즈미르에서도 비슷한 활동이 전개되었다. 영국군이 알렉산드렛타에 상륙할 때 칼토페 제독은 이 행위가 자신이 직접 서명했던 정전 협정에 위배된다는 이유로 사임하였으며, 1919년 8월 5일에 다른 직위로 전근되었다.
오스만 제국의 전쟁부 장관 다마트 페리트 파샤는 레페트 벨레와 무스타파 케말에게 흑해 지역 무슬림 주민들간의 긴장을 완화하도록 조치하라고 명령하였다. 페리트 파샤는 영국이 이들에게 어떠한 적대 행위도 하지 않을 것이라고 약속하였다. 무스타파 케말은 자신의 가까운 친구들에게 "페리트 파샤는 이 지역 현실을 전혀 모르고 있다. 그는 제국의 이익을 포기할 것이다"라고 말하였다.
7월 2일, 케말은 술탄에게서 전보를 받았다. 술탄은 그에게 아나톨리아에서 활동을 중단하고 수도로 돌아오도록 요구하였다. 무스타파 케말은 에르진칸에 있었으며, 술탄의 소환 계획 이면에는 외국의 음모가 도사리고 있으리라 우려하여 이스탄불로 가길 원치 않았다. 그는 두 달간 직위에서 부재하는 것이 최선이라고 생각하였다.
시와스 의회에서 대표자 위원회가 조직되었다. (1919년 9월 4일 ~ 9월 11일).